# Road to Heaven
«Road to Heaven» es el quinto sencillo de la cantante Kim-Lian, siendo el primer sencillo de su segundo álbum de estudio Just Do It. Fue lanzado el 29 de abril del 2006. Aunque la canción fue esperada para ser un éxito, se convirtió en su más bajo sencillo en los charts en el Dutch Top 40, alcanzando la posición 28.

## Lista de canciones
CD Sencillo, Maxi-Sencillo
1. «Road to Heaven»
2. «Open Your Eyes»
3. «Road to Heaven» [Alt. Mix]
4. «Road to Heaven» [Enhanced Video]

## Video musical
El video musical fue filmado en Las Vegas, Nevada, Estados Unidos. En él se puede ver a Kim-Lian conduciendo con su banda en un carro a través de un desierto cuando de repente su carro se descompone. Después el carro es reparado y manejan más adelante pero tienen que parar por una cerca, pero ellos deciden atravesarla. Al final se pueden ver divertiéndose en la ciudad de Las Vegas.

## Posicionamiento
| Lista (2006) | Posición |
| ------------ | -------- |
| Dutch Top 40 | 28       |